# 27789 Astrakhan
27789 Astrakhan este un asteroid din centura principală de asteroizi.

## Descriere
27789 Astrakhan este un asteroid din centura principală de asteroizi. A fost descoperit pe 23 ianuarie 1993 la Observatorul La Silla de Eric Walter Elst. Asteroidul prezintă o orbită caracterizată de o semiaxă mare de 3,07 ua, o excentricitate de 0,05 și o înclinație de 10,4° în raport cu ecliptica.